# Torre la Ribera
Torre la Ribera (Tor-la-ribera auf Katalanisch; Torlarribera auf Aragonesisch) ist eine Gemeinde in der Provinz Huesca in der Autonomen Gemeinschaft Aragonien in Spanien. Sie liegt in der überwiegend katalanischsprachigen Franja de Aragón in der Comarca Ribagorza im Übergangsgebiet des Katalanischen zum Aragonesischen, jedoch ist die Zugehörigkeit zur katalanischsprachigen Franja umstritten.

## Gemeindegebiet
Torre la Ribera umfasst die Ortschaften:
- Torre la Ribera
- Vilas del Turbón (mit Badeeinrichtungen)
- Villacarli
- Visalibóns

## Bevölkerungsentwicklung
| 1991 | 1996 | 2001 | 2004 |
| ---- | ---- | ---- | ---- |
| 115  | 120  | 110  | 117  |

## Sehenswürdigkeiten
- Die Casa Garuz in Vilas del Turbón